# Piotr Horzyk
Piotr Horzyk (5. dubna 1946 Třinec – 16. února 2025 Ustroň) byl polský básník a organizátor literárního dění na slezském Záolží. Od roku 1977 byl členem  a posléze ředitelem literární skupiny „GL ’63“. Byl členem literárně-umělecké sekce Polského kulturně-osvětového svazu, „Zrzeszenie Literatów Polskich (Sdružení polských literátů v České republice)“ a člen katovického spolku „Górnośląskie Towarzystwo Literackie (Hornoslezský literární spolek)“.

## Život
Narodil se 5. dubna 1946 v Třinci. Chodil do základní školy s polským vyučovacím jazykem. Maturoval na Střední průmyslové škole v Karviné. Po promocích na hutnické fakultě Vysoké školy báňské v Ostravě v roce 1969 pracoval jako technický pracovník v Třineckých železárnách. V roce 1991 založil se společníky soukromou společnost Wacho.
Od roku 1977 byl členem třinecké literární skupiny „Grupy Literackiej ’63“ (GL ’63). Během roku 1984 se stal jejím předsedou po zesnulém Januszi Gaudynovi (1935–1984). Patřil ke členům „Sekcji Literacko-artystycznej Polskiegio Związku Kulturalnooświatowego“ (literárně-umělecké sekce Polského kulturně-osvětového svazu), Kruhu mladých autorů při ostravské pobočce Svazu československých spisovatelů. Po roce 1989 se stal členem Związku Literatów Polskich w Republice Czeskiej (Svazu polských spisovatelů v České republice), Górnośląskiego Towarzystwa Literackiego w Kagtowicach (Hornoslezského literárního sdružení v Katovicích a Obce spisovatelů.
Během svého proplouvání v oceánu literatury se účastnil mnoha celostátních i zahraničních literárních soutěží (Kraków, Chełmek) jakožto účastník a později i jako porotce. Organizoval také literární soutěže pro mládež základních i středních škol. Několik let organizoval setkání s poezií pod názvem „Kawiarenka u Adama“ (Kavárnička u Adama) se zajímavými hosty z ČR a Polska.
Se svým slezským prostředím byl básník spjat natolik , že když v roce 198 6 došlo v Třinci k výbuchu panelového domu následkem úniku plynu, napsal pietní báseň pod názvem „Lidem z jednoho paneláku v Lyžbicích“ („Ludziom z jednego bloku v  Łyżbicach“). Tato báseň ještě několik let po této události byla publikována v různých regionálních časopisech jako vzpomínka na zemřelé blízké.

## Dílo
Horzykův život a tvorba je typickým příkladem regionálního literáta, který tvoří v polštině za hranicemi ČR, daleko od velkoměstského prostředí. Jeho láska k přírodě v její pravé přirozenosti se také promítá v jeho tvorbě. Kromě toho, že básník byl většinu života spjat s prostředím těžkého průmyslu, přesto se nevzdává dominující technokracii. Jeho východiskem, záchranou před valícím se světem hmoty je umění, v jeho případě poezie. Básník hledá hodnoty a krásu v tom, co je skromné, bezbranné, nepovšimnuté. Z druhé strany to ovšem není opěvování „krásy ošklivosti“.
Horzykova tvorba zahrnuje kromě přírody a krásy v pojetí umění i otázky takových hodnot jako je etika, čas ve smyslu existence, trvání a otázky filozofické. (Viz  např. básně: „Bez zazdrości,  Rozważania przy zabawie,  Nie wchodźcie, Forum, Poszukiwania, U stóp Krywania, A czas gwiżdże, Podnieś beskidzki kamień,  List otwarty, Razem, Chciałbym zacząć odo zera, Quo Vadis, Ztělesněný čas - Minuta“ a další).
Literární kritik a historik doc. Libor Martinek napsal o poezii Piotra Horzyka, že je v ní výrazně přítomný prvek etické sebereflexe, motiv morálního neklidu, který je typický pro více polských básníků českého Těšínska: "Básně P. Horzyka nejsou tematicky vyhraněné. Velmi obecně se dá říci, že se pohybují v širokém záběru společensky angažované poezie k pólu osobní, reflexivní, intimní a erotické lyriky." (Těšínsko, 2017, roč. 60, č. 1.)
František Všetička, univerzitní pedagog a Horzykův přítel, zhodnotil jeho úvahy o čase následovně:  „ u Horzyka ukazuje na posun od přírody a běžných jevů do světa úvah a myšlenkové abstrakce. Krásně to zachycuje v titulu básnické sbírky „Ztělesněný čas“, který je zvolen záměrně, až provokativně, neboť obsahuje jen jednu báseň, poému s názvem „Minuta“. Piotr Horzyk, propadlý hvězdářství, v této poémě dovádí, co vše se za jednu minutu v člověku, ve společnosti, ve světě a ve vesmíru stane. Jde o postih nepostižitelného, o spěšné úsilí vyjádřit nevyjádřitelné…“
Toto se odráželo i v Horzykově existenci – pracoval v Českém Těšíně a žil na polském území v malebné Ustroni, kde úvahy o existenci a bytí doplňoval poznatky z pozorování vesmíru ze své malé hvězdárny umístěné na střeše svého domu.

### Sbírky poezie
- Obecność 1982/Třinec – spoluautor Gabriel Palowski
- Czas brzozy 1990/Třinec
- Marginesy pamięci 1992/Třinec
- Bajki Piotrusia 1998/Český Těšín, 2. vydání 2007, 3. vydání 2012, 4.vydání 2019
- Powroty na rozdroża – Návraty na rozcestí“ 2009/Český Těšín, překlad: Eva Sobková, 2. vydání 2013
- Poszukiwania – Hledání 2015/ Český Těšín, překlad: Eva Sobková
- Czas uwzględniony 2015/Český Těšín
- Czas uwzględniony – Ztělesněný čas 2018/ Český Těšín, překlad: František Všetička, 2. vydání 2020
- Zapomniana prawda 2019/Český Těšín
- Białe pióropusze 2019/Český Těšín
- Poszukiwania – Hledání 2015/Český Těšín, 2. vydání 2021
- "Zapomniana prawda - Zapomenutá pravda" (Český Těšín 2023), Piotr Horzyk, překlad do jazyka českého František Všetečka

Piotr Horzyk úzce spolupracoval s malířem a grafikem Bronislavem Liberdou, se kterým ho spojovalo dlouholeté přátelství. Dílo Bronislava Liberdy bylo propůjčeno na všech obálkách Horzykových básnických sbírek. Pouze básně pro děti „Bajki Piotrusia“ ilustroval jeho další přítel, významný slezský malíř a grafik Józef Drong.

### Poetické publikace GL´63
- „Z tej ziemi“ (Třinec 1983) Piotr Horzyk, Gabriel Palowski, Jan Pyszko - spoluautorství
- „Tobie ziemio“ (Třinec 1984) kolektiv autorů, redakce Piotr Horzyk
- „Samosiewy“ (Třinec 1988) kolektiv autorů, redakce Piotr Horzyk
- „Przemijanie dni“ (Třinec 1990) kolektiv autorů, redakce Piotr Horzyk
- „Miłość o zmierzchu“ (Třinec 1990) Gabriel Palowski, redakce Piotr Horzyk
- „Kocham“ (Třinec 1991) Gustav Sajdok, redakce Piotr Horzyk
- „Krzyk zielonej ciszy“(Třinec 1992) Gabriel Palowski, redakce Piotr Horzyk
- „Tercyny“ (Třinec 1992) Władysław Sikora, redakce Piotr Horzyk
- „Oczekiwanie“ (Třinec 1992) Renata Putzlacher, redakce Piotr Horzyk
- „Zakola pamięci“ (Třinec 1996) Gabriel Palowski, redakce Piotr Horzyk
- „Przed progiem“ (Třinec 1999) Gabriel Palowski, redakce Piotr Horzyk
- „Strzałą zieloną po...“ (Třinec 2001) Jan Pyszko, redakce Piotr Horzyk
- „Dwa poematy“ (Třinec 2002), Kazimierz Kaszper, redakce Piotr Horzyk
- „Niepokój – Neklid“ (Český Těšín 2011) Gabriel Palowski, redakce Piotr Horzyk
- „I pójdę...“ (Český Těšín 2017) Gabriel Palowski, redakce Piotr Horzyk
- „Raczkowanie czyli wierszyki z kojca“ (Třinec 1991) Kazimierz Kaszper, redakce a projekt obálky Piotr Horzyk
- „Pamięci człowieka“ (Český Těšín 2022) Gabriel Palowski, redakce Piotr Horzyk

### Časopisecké publikace
Głos Ludu, Zwrot, Nasza Gazetka, Głos Ziemi Cieszyńskiej, Przekrój, Echo Chełmka, Gazeta Katowicka, Profile, Radostowa, Hutník, Třinecký zpravodaj, Kulturní měsíčník, Perspektivy, Průhledy, Těšínsko, Tvar a další.
- Almanachy a antologie: „Městu – Miastu“ (Třinec 1981)
- „Spotkanie“ (Ostrava 1985)
- „Zaproszenie do źródła“ (Toruń 1987, PL)
- „Samosiewy“ (Třinec 1988)
- „Z biegiem Olzy“ (Katovice 1990, PL)
- „W górę doliny – Zaolziańscy ludzie pióra“ (Český Těšín 1993)
- „Odnajdywanie siebie“ (Třinec 2003)
- „Polsko-Czeski Almanach Poetycki“ (Prudnik 2013, PL)
- „Prudnik miasto pogranicza. Almanach Poetycki“ (Prudnik 2014. PL)
- „Duše plné slov. Almanach Obce spisovatelů“ (Praha 2017)
- Výběr ze soutěží Jedné básně: „Punkt Zwrotny“ (1978–1987, Český Těšín 1987)
- Pokłosie Konkursów Jednego Wiersza „Pojednanie“ (1988–1993, Český Těšín 1995)

### Překlady
Z češtiny přeložil do polštiny několik děl z básnických sbírek autora Jiřího Květoslava Hrubého. Také některé články českého literárního historika a teoretika, vysokoškolského pedagoga Františka Všetičky. Jednalo se hlavně o překlady prózy, textové příspěvky do polských literárních časopisů a v neposlední řadě i několik básní japonského stylu haiku.